# Полякова, Евгения Андреевна
Евгения Андреевна Полякова (29 мая 1983, Москва, СССР) — российская легкоатлетка, чемпионка России, призёр чемпионата Европы, многократный обладатель кубка Европы, чемпионка Европы 2009 года. В 2016 году решением МОК была лишена золотой награды Олимпийских игр 2008 года в эстафете 4×100 м из-за дисквалификации российской команды после обнаружения в пробах Юлии Чермошанской станозолола и туринабола.

## Награды и звания
- Орден Дружбы - За большой вклад в развитие физической культуры и спорта, высокие спортивные достижения на Играх XXIX Олимпиады 2008 года в Пекине[2]
- Заслуженный мастер спорта России